# Петър Христов – Германчето
Вижте пояснителната страница за други личности с името Петър Христов.
Петър (Петре) Христов Дамовски (Дамевски), наричан Преспански Германчето, и Гермов, е български революционер, войвода на Вътрешната македоно-одринска революционна организация.

## Биография
Петър Христов е роден в 1862 или в 1867 година в село Герман, тогава в Османската империя. Завършва първи клас. Скоро след създаването на Княжество България заминава там да работи и влиза в средите на революционната емиграция. В 1890 година на връщане към Македония е заловен на границата с нелегална революционна литература и като, по думите на вдовицата му, „опасен български революционер“ е осъден на затвор, като лежи девет месеца.
След излизането му от затвора в продължение на десет години участва активно в борбата против гъркоманията в Герман и околията. Заедно с още трима души организира акция срещу гръцкото духовенство и учители в околията, в резултат на която много села минават под върховенството на Българската екзархия. Успява да изгони гръцкия учител от Герман и да доведе на негово място българин от Смилево.
В 1899 година или в 1900 година се присъединява към ВМОРО и действа като селски войвода. През 1901 година е арестуван с 9 души и осъден от съда в Битоля на 6 години затвор. През март 1903 година е амнистиран и участва активна в подготовката за въстание в Преспанско. По време на Илинденско-Преображенското въстание през лятото на 1903 година действа като преспански войвода с помощници Наум Фотев и Дине Гроздановски. Води сражение при албанското село Шаувци, което опожарява изцяло. След това напада съседното албанско село Бостановци и унищожава османския граничен пост при село Наколец. Води дълго сражение с пристигналата османска войска от няколко дружини. В края на въстанието четата му се присъединява към отряда на костурските войводи Васил Чекаларов, Митре Влаха и Лазар Поптрайков, с който води последни сражения. Общо по време на въстанието четата му води над 14 сражения.
След потушаването на въстанието заминава за България и оттам за Съединените американски щати, където престоява 5 – 6 месеца и отново се връща в България. Събира около 30 души четници и в края на 1904 година или през пролетта на 1905 година отново се завръща в Македония и става преспански районен войвода, като в четата му има и няколко албанци. Обикаля главно района на нахията Наколец, докато помощникът му Дякона има за район околността на Ресен. Германчето възстановява революционна мрежа в околията. През май 1907 година дава сражение при село Претор, в което загиват 4 бегове. На 1 юни 1907 година, предадени от местни власи, се сражават под Пелистер с войска от село Маловище. В 4-часовото сражение загиват 16 турски войници, а 2 са ранени. През август 1907 година след предателство на шпионина Георги Лянзев на четата е устроена засада при село Желево и в сражението загиват двама османски стражари.
| Чета на Петър Христов, 15 ноември 1905 година | Чета на Петър Христов, 15 ноември 1905 година | Чета на Петър Христов, 15 ноември 1905 година | Чета на Петър Христов, 15 ноември 1905 година | Чета на Петър Христов, 15 ноември 1905 година |
| Номер                                         | Име                                           | Селище                                        | Околия                                        | Забележка                                     |
| --------------------------------------------- | --------------------------------------------- | --------------------------------------------- | --------------------------------------------- | --------------------------------------------- |
| 1.                                            | Петър Христов                                 | Герман                                        | Преспанска                                    |                                               |
| 2.                                            | Климент А. П. Спировски                       | Охрид                                         |                                               |                                               |
| 3.                                            | Пандо Паскалев                                | Четирог                                       | Костурска                                     |                                               |
| 4.                                            | Търпо Георгиев                                | Четирог                                       | Костурска                                     |                                               |
| 5.                                            | Наум Марковски                                | Косинец                                       | Костурска                                     |                                               |
| 6.                                            | Филип Саров                                   | Косинец                                       | Костурска                                     |                                               |
| 7.                                            | Ташко Георгиев                                | Добролища                                     | Костурска                                     |                                               |
| 8.                                            | Петър Иванов                                  | Добролища                                     | Костурска                                     |                                               |
| 9.                                            | Христо Вангелов                               | Добролища                                     | Костурска                                     |                                               |
| 10.                                           | Тома Георгиев                                 | Поздивища                                     | Костурска                                     |                                               |
| 11.                                           | Христо Димитров                               | Неволяни                                      | Леринска                                      |                                               |
| 12.                                           | Коста Петров                                  | Любойно                                       | Преспанска                                    |                                               |
| 13.                                           | Цветко Ангелов                                | Крани                                         | Преспанска                                    |                                               |
| 14.                                           | Сотир Трайков                                 | Кономлади                                     | Костурска                                     |                                               |
| 15.                                           | Наум Търпов                                   | Сничани                                       | Костурска                                     |                                               |
| 16.                                           | Щерьо Търпов                                  | Тиквени                                       | Костурска                                     |                                               |
| 17.                                           | Павле Николов                                 | Турие                                         | Костурска                                     |                                               |
| 18.                                           | Петър Николов                                 | Янковец                                       | Ресенска                                      |                                               |
| 19.                                           | Стоян Секулов                                 | Брезово                                       | Битолска                                      |                                               |
| 20.                                           | Лазар Делев                                   | Извор                                         | Солунска                                      |                                               |
| 21.                                           | Димитър Вълчев                                | Извор                                         | Битолска                                      |                                               |
| 22.                                           | Никола Стойчев                                | Слокощица                                     | Кюстендилска                                  |                                               |
| 23.                                           | Фидан Найденов                                | Прилеп                                        |                                               |                                               |
| 24.                                           | Велко Петков                                  | Сливица                                       | Битолска                                      |                                               |
| 25.                                           | Никола Кировски                               | Сничани                                       | Костурска                                     | [ 9 ]                                         |

На 8 февруари 1908 година заедно с четниците Ст. Мечкаров и Спиро Дупчинов е обграден е от 700 души османски войници край село Дробитища. След дълго сражение Петър Христов се самоубива. След него е убит и Мечкаров. Трупът му е отнесен в Билища, оттам в Корча и оттам в Костур, след което е предаден на най-близката българска община – тази в Апоскеп и е погребан в Апоскепската братска могила. Като преспански войвода го наследява Иван Чакулев.
На 31 март 1943 година, вдовицата му Севда Димова Христова, на 81 години, родена в Герман и жителка на София, подава молба за българска народна пенсия, която е одобрена и отпусната от Министерския съвет на Царство България. Син на Петър Христов е комунистическият деец Герман Дамовски.